# Kim Young-ae
Kim Young Ae (en hangul, 김영애) (21 de abril de 1951-9 de abril de 2017) fue una actriz surcoreana.

## Carrera
Young Ae inició su carrera en la actuación al ingresar a la tercera audición abierta que organizaba la cadena MBC en 1971. Hizo su debut en el drama policial Chief Inspector que fue el inicio de una larga carrera en cine y televisión.
Luego de debutar en el cine con la película Long Live the Island Frogs en 1973. Young Ae estuvo más activa en ese rubro desde 1970 hasta inicios de los años 80. Apareciendo en películas como Wang Sib Ri, My Hometown (1976), Suddenly at Midnight (1981), y Diary of King Yeonsan (1987).
A medida que su carrera avanzaba, Young Ae empezó a tener mayor presencia en televisión, trabajando en varias series como Queen Min (1973), Ilchul (o Sunrise, 1989), Magpie-in-law (1991), The Brothers' River (1996), Waves (1999), Go, Mom, Go! (2003), Hwang Jini (2006), Royal Family (2011), Moon Embracing the Sun (2012) y Kill Me, Heal Me (2015).
En 2009, Young Ae recibió elogios por su interpretación de una testaruda madre con una enfermedad terminal, quien mantenía una relación de amor-odio con su hija, en la comedia romántica Aeja (conocida internacionalmente como Goodbye Mon). Otro rol notable fue como la dueña de un restaurante en Busan, cuyo hijo es arrestado y torturado durante la década de 1980, en The Attorney (2013). Un tiempo después, la actriz ganó como mejor actriz de reparto en los Grand Bell Awards y los Blue Dragon Film Awards.

## Otras actividades
En 2006, Kim puso pausa temporal a su carrera como actriz al convertirse en la vicepresidenta de la marca de cosméticos Chamtowon, que produce principalmente jabones y mascarillas faciales. Su compañía presentó una demanda por 20 millones de won contra la cadena de señal abierta KBS en 2008, luego de que el programa Consumer Report informara falsamente que los productos de Chamtowon contenían metales pesados por encima de los niveles seguros. Durante los ocho meses siguientes a la emisión, la compañía quedó prácticamente en bancarrota, y tuvo que suspender las operaciones en su fábrica de Jeongeup, Jeolla del Norte y despidió a 100 trabajadores. Luego de que el Ministerio de Seguridad de Alimentos y Medicamentos de Corea del Sur confirmara que las sustancias magnéticas encontradas en los productos de la marca eran adecuados y que no se usaban materiales extranjeros durante su fabricación, la corte falló a favor de Chamtowon, y ordenó a KBS realizar un reporte que corrija la información anterior. Sin embargo, Chamtowon no fue capaz de recuperarse de sus pérdidas financieras, lo que contribuyó al futuro divorcio de la actriz con su esposo. 

## Filmografía

### Películas
| - Pandora (2016) - Operation Chromite (2016) - Chronicle of a Blood Merchant (2015) - Entangled (2014) - We Are Brothers (2014) - Cart (2014) - The Attorney (2013) - Confession of Murder (2012) - Goodbye Mom (2009) - Please Teach Me English (2003) - Star (2003) - Bet On My Disco (2002) - Naked Being (1998) - Piano in Winter (1995) - Blood and Fire (1991) - Do You Like Afternoons After the Rain? (1991) - You Know What, It's a Secret (1990) - The Invalid (1988) - Miri, Mari, Uri, Duri (1988) - Diary of King Yeonsan (1987) - A Woman on the Verge (1987) - The Hero Returns (1987) - Eve's Second Bedroom (1987) - A Long Journey, A Long Tunnel (1987) - Wanderer in Winter (1986) - Riding the Moonlight (1986) - Street of Desire (1986) - Rain Falling on Yeongdong Bridge (1986) - Dreams of the Strong (1985) - Tragedy of W (1985) - To My Children With Love (1984) - Woman Who Grabbed the Rod (1984) | - Like a Petal or a Leaf (1984) - The Rose and the Gambler (1983) - Wife (1983) - Madam Oh's Day Out (1983) - Fiery Wind (1983) - Champions of Tomorrow (1982) - I Loved (1982) - The Whereabouts of Eve (1982) - The Carriage Running into Winter (1982) - Suddenly at Midnight (1981) - Two Sons (1981) - Love Me Once Again 2 (1981) - Ban Geum-ryeon (1981) - Freezing Point '81 (1981) - A Fine, Windy Day (1980) - The Outsiders (1980) - The Hidden Hero (1980) - Who Knows This Pain? (1979) - Portrait of a Rock (1979) - Red Gate to Tragedy (1979) - Romance Gray (1979) - A Light Goes Off in Your Window (1978) - Climax (1978) - Snow Country (1977) - The First Snow (1977) - An Extinguished Window (1976) - An Unfortunate Woman (1976) - Wang Sib Ri, My Hometown (1976) - A Female Sailor (1973) - Long Live the Island Frogs (1973) |

### Series de televisión
| - Kill Me, Heal Me (MBC, 2015) - Birth of a Beauty (SBS, 2014) - Liar Game (tvN, 2014) - Medical Top Team (MBC, 2013) - After School: Lucky or Not (Nate Hoppin/BTV/T-store, 2013) (cameo) - My Lover, Madame Butterfly (SBS, 2012–2013) - Moon Embracing the Sun (MBC, 2012) - Garden of Heaven (Channel A, 2011–2012) - Royal Family (MBC, 2011) - Athena: Goddess of War (KBS2, 2010–2011) - My Husband's Woman (SBS, 2007) - Hwang Jini (KBS2, 2006) - Old Miss Diary (KBS2, 2004) (cameo) - Go, Mom, Go! (KBS2, 2003-2004) - Love Letter (MBC, 2003) - Royal Story: Jang Hui-bin (KBS2, 2002–2003) - The Maengs' Golden Era (MBC, 2002–2003) - Golden Pond (SBS, 2002) - Rival (SBS, 2002) - We Are Dating Now (SBS, 2002) - Why Women (KBS2, 2001) - Legend (SBS, 2001) - Tender Hearts (KBS1, 2001) - She's More Beautiful Than a Flower (MBC, 2000) - Cheers for the Women (SBS, 2000-2001) - Dandelion (KBS, 2000) - Can Anyone Love (MBC, 2000) - Look Back in Anger (KBS2, 2000) - Did You Ever Love? (KBS2, 1999-2000) - Waves (SBS, 1999) - Did We Really Love? (MBC, 1999) - Seven Brides (SBS, 1998) - Hug (SBS, 1998) - I Love You, I'm Sorry (KBS, 1998) - White Nights 3.98 (SBS, 1998) - Panther of Kilimanjaro (KBS2, 1998) - Legend of Ambition (KBS2, 1998) - 아빠를 찾아주세요 (KBS, 1998) - Wedding Dress (KBS2, 1997–1998) - Only You (SBS, 1997-1998) - Over the Horizon (SBS, 1997-1998) - Women (SBS, 1997) - Beautiful Face (SBS, 1997) - Power of Love (MBC, 1996-1997) - The Brothers' River (SBS, 1996-1997) - Until We Can Love (KBS2, 1996-1997) - Reporting for Duty (KBS2, 1996) - Colors: Gray (KBS2, 1996) - Wealthy Yu-chun (SBS, 1996) - Father (KBS, 1996) - Your Voice (SBS, 1995) | - Jang Hui-bin (SBS, 1995) - Sandglass (SBS, 1995) - Winter in Dohwari (KBS, 1994) - Scent of Love (SBS, 1994) - When I Miss You (KBS, 1993) - 당신 없는 행복이란 (MBC, 1993) - White Maze (KBS, 1993) - Survivor's Grief (KBS, 1993) - Autumn Woman (SBS, 1992-1993) - For the Sake of Love (KBS2, 1992-1993) - 사랑 마을 사람들 (KBS, 1992) - Yesterday's Green Grass (KBS, 1991) - Asphalt My Hometown (KBS2, 1991) - 침묵의 땅 (KBS, 1991) - Magpie-in-law (MBC, 1991) - 우리가 사랑하는 죄인 (KBS, 1990) - 검생이의 달 (KBS, 1990) - Freezing Point (KBS, 1990) - Copper Ring (KBS, 1990) - Wang Rung's Family (KBS, 1989) - Ilchul (KBS, 1989) - Soonshim-yi (KBS2, 1988) - 13-year-old Bom (KBS, 1988) - The 7th Ward (MBC, 1988) - Terms of Endearment (KBS, 1987) - The Beginning of Love (KBS, 1987) - Portrait of Life (MBC, 1987) - 임이여 임일레라 (KBS2, 1986-1987) - Natalia (KBS, 1986) - Mother's Room (MBC, 1985) - 500 Years of Joseon - Tree With Deep Roots (MBC, 1983) - Thaw (KBS, 1983) - Sunflower in Winter (MBC, 1983) - Your Portrait (MBC, 1983) - 풍운 (KBS, 1982) - Three Sisters (KBS, 1982) - Nocturne (MBC, 1981) - Embrace (MBC, 1981) - 사랑합시다 (MBC, 1981) - Han River (MBC, 1981) - Na-ri's House (MBC, 1981) - Portrait of Youth (MBC, 1980) - 산이 되고 강이 되고 (MBC, 1979) - Oddogi Squad (MBC, 1979) - Mom, I Like Dad (MBC, 1979) - Trap of Youth (MBC, 1978) - 행복을 팝니다 (MBC, 1978) - Gangnam Family (MBC, 1974) - Queen Min (MBC, 1973) - Chief Inspector (MBC, 1971) |

### Programa de radio
- This Is Hwang In-yong and Kim Young-ae (KBS, 1992)

## Premios
- 2015: 8th Korea Drama Awards: Premio a la trayectoria
- 2014: 35th Blue Dragon Film Awards: Mejor actriz de reparto (The Attorney)
- 2014: 51st Grand Bell Awards: Mejor actriz de reparto (The Attorney)
- 2014: 23rd Buil Film Awards: Mejor actriz de reparto (The Attorney)
- 2014: 9th Max Movie Awards: Mejor actriz de reparto (The Attorney)
- 2011: MBC Drama Awards: Premio especial (Royal Family)
- 2010: 7th Max Movie Awards: Mejor actriz de reparto (Goodbye Mom)
- 2009: 46th Grand Bell Awards: Mejor actriz de reparto (Goodbye Mom)
- 2000: SBS Drama Awards: Premio a la excelencia, Actriz (Waves)
- 2000: SBS Drama Awards: Premio de gran estrella (Cheers for the Women)
- 2000: 27th Korea Broadcasting Awards: Mejor actriz de televisión (Waves)
- 2000: 36th Baeksang Arts Awards: Mejor actriz de televisión (Waves)
- 1997: KBS Drama Awards: Premio a la alta excelencia, Actriz (Colors, Reporting for Duty, Until We Can Love)
- 1997: 33rd Baeksang Arts Awards: Mejor actriz de televisión (The Brothers' River)
- 1990: KBS Drama Awards: Premio a la alta excelencia, Actriz (Ilchul)
- 1982: 18th Baeksang Arts Awards: Mejor actriz de televisión (Nocturne)
- 1974: MBC Talent Awards: Premio a la excelencia, Actriz
- 1974: 10th Baeksang Arts Awards: Mejor actriz de televisión (Queen Min)